# John Beilein
John Patrick Beilein (ur. 5 lutego 1953 w Burt) – amerykański trener koszykówki.

## Osiągnięcia
Na podstawie, o ile nie zaznaczono inaczej.
Drużynowe
- NCAA Final Four (2013, 2018)
- Mistrzostwo:
  - National Invitation Tournament (NIT – 2007)
  - turnieju:
    - Big 10 (2017, 2018)
    - Colonial Athletic Association (CAA – 1998)
    - Metro Atlantic Athletic Conference (MAAC – 1996)

  - sezonu regularnego:
    - Big 10 (2012, 2014)
    - CAA (2001)
    - MAAC (1994)

Indywidualne
- Trener roku:
  - CBS Sports National Coach of the Year (2018)
  - Big 10 (2014)
  - CAA (1998)
    - MAAC (1994)
- Laureat Coach Wooden "Keys to Life" Award (2019)